# Уэбстер, Колин
Ко́лин Уэ́бстер (англ. Colin Webster; 17 июля 1932 — 1 марта 2001) — валлийский футболист. Выступал на позиции нападающего-инсайда за клубы «Манчестер Юнайтед», «Суонси Таун» и «Ньюпорт Каунти», а также за сборную Уэльса.

## Клубная карьера
Уэбстер начал карьеру в клубе своего родного города, «Кардифф Сити». Он регулярно играл за резервный состав «Кардиффа», параллельно работая авторемонтным механиком, но так и не смог пробиться в основную команду. Однако его выступления за резерв «Кардиффа» привлекли внимание Джимми Мерфи, который пригласил его в «Манчестер Юнайтед». В мае 1952 года Уэбстер подписал контракт с клубом.
Уэбстер был игроком «Юнайтед», когда случилась мюнхенская авиакатастрофа, но он не полетел с командой на том самолёте из-за болезни. Уэбстер сыграл в финале Кубка Англии 1958 года, в котором обескровленный потерями «Юнайтед» проиграл «Болтону». Позднее в том же 1958 году Уэбстер перешёл в клуб «Суонси Таун» за £7500. В «Суонси Таун» он провёл 5 лет, став лучшим бомбардиром клуба в сезонах 1959/60 и 1960/61, а также выиграл с клубом Кубок Уэльса в 1961 году.
В 1964 году он завершил профессиональную карьеру футболиста, после чего некоторое время выступал за любительские клубы «Вустер Сити» и «Мертир-Тидвил».

## Карьера в сборной
Уэбстер дебютировал в составе сборной Уэльса 1 мая 1957 года в матче против сборной Чехословакии, который завершился победой Уэльса со счётом 1:0. В следующем году он был назван в заявке сборной Уэльса на чемпионат мира 1958 года. На чемпионате мира он сыграл в матчах против сборной Венгрии и сборной Мексики на групповой стадии, а затем заменил получившего травму Джона Чарльза в четвертьфинале против сборной Бразилии, в котором Уэльс проиграл и выбыл из турнира.

## После завершения футбольной карьеры
После завершения карьеры Уэбстер управлял компанией, занимавшейся установкой строительных лесов, а затем на протяжении девяти лет работал парковым обходчиком в Суонси. После перелома ноги Уэбстер вышел на пенсию. Он умер о рака лёгких 1 марта 2001 года в возрасте 68 лет.

## Достижения
Манчестер Юнайтед
- Чемпион Первого дивизиона: 1955/56

 Суонси Таун
- Обладатель Кубка Уэльса: 1961